# Basel-Gotthelf
Gotthelf (Baseldeutsch: Gotthälf [ˈɡɔtːˌhælf]) ist ein Stadtteil der Schweizer Stadt Basel. Das Gotthelf-Quartier, das Gotthelfschulhaus und die Gotthelfstrasse sind nach Jeremias Gotthelf benannt. Es liegt am westlichen Stadtrand und grenzt im Norden an das Iselin-Quartier (Allschwilerstrasse, Ahornstrasse), im Westen an die Gemeinde Allschwil (Kanton Basel-Landschaft (Im langen Loh)) und im Süden an das Bachletten-Quartier (Wanderstrasse, Weiherweg); östlich liegt das Am Ring-Quartier (Spalenring und Spalentor).
Das Quartier gilt aus sozioökonomischer Perspektive als gehobenes Mittelstandsquartier, nahe an der Innenstadt, jedoch mit vielen Grünflächen versehen.

## Wohnbezirke
Gotthelf ist in zwei Wohnbezirke unterteilt:
- Blauen (Allschwilerplatz, Ahornstrasse und Merian Iselin-Spital)
- Gottfried Keller (Morgartenring, Gotthelfplatz)

Früher gehörte auch das Geviert nördlich des Allschwilerplatzes (begrenzt durch Rufacherstrasse und Colmarerstrasse) zum Stadtteil; 1931 wurde an dieser Stelle die Oekolampad-Kirche eingeweiht (seit 2011 profaniert).

## Gebäude und Sehenswürdigkeiten
- Neubad
- Schweizer Filmmuseum
- Merian-Iselin-Spital

## Galerie

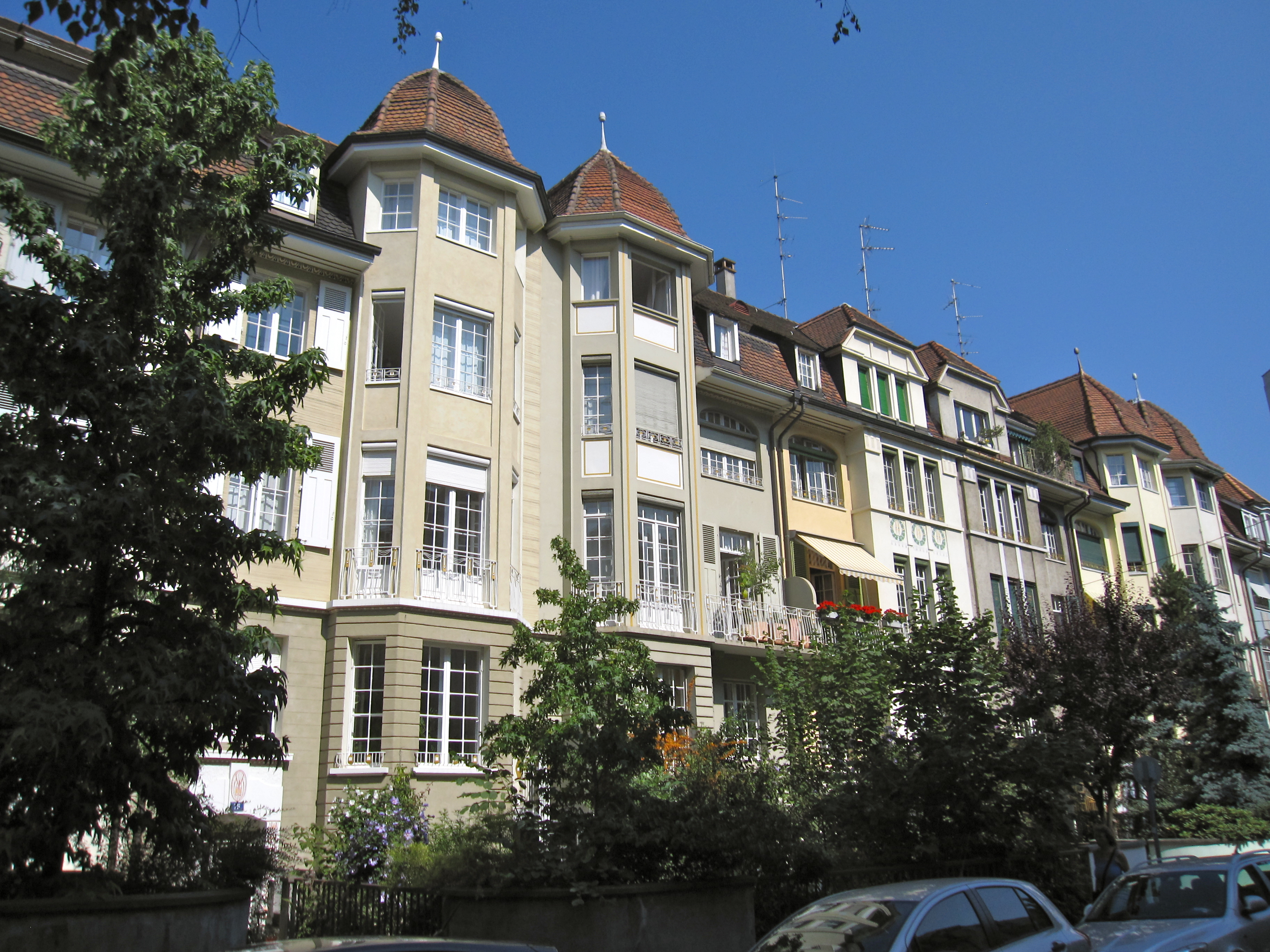
Häuserzeile an der Palmenstrasse
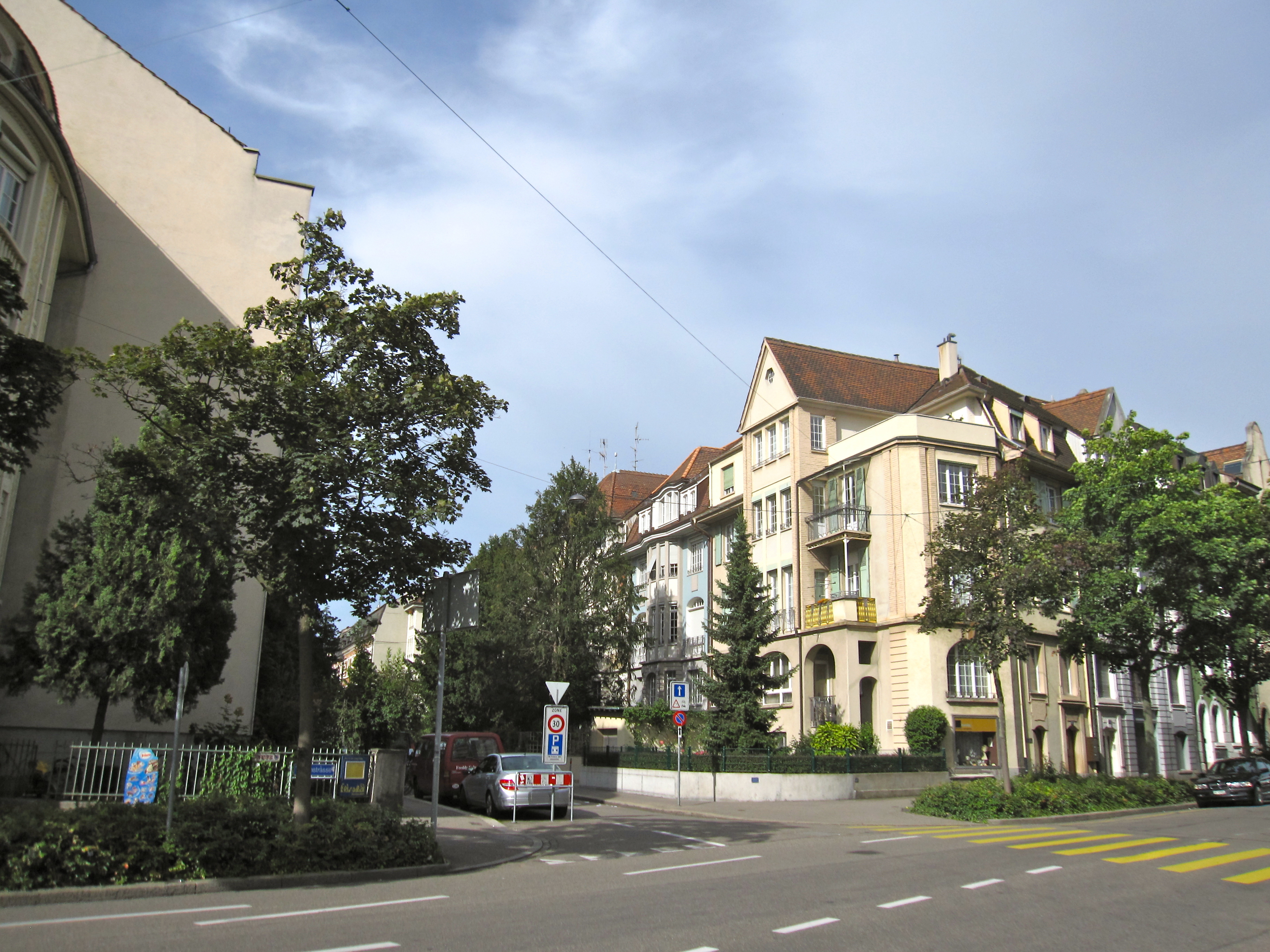
Kreuzung Ahornstrasse
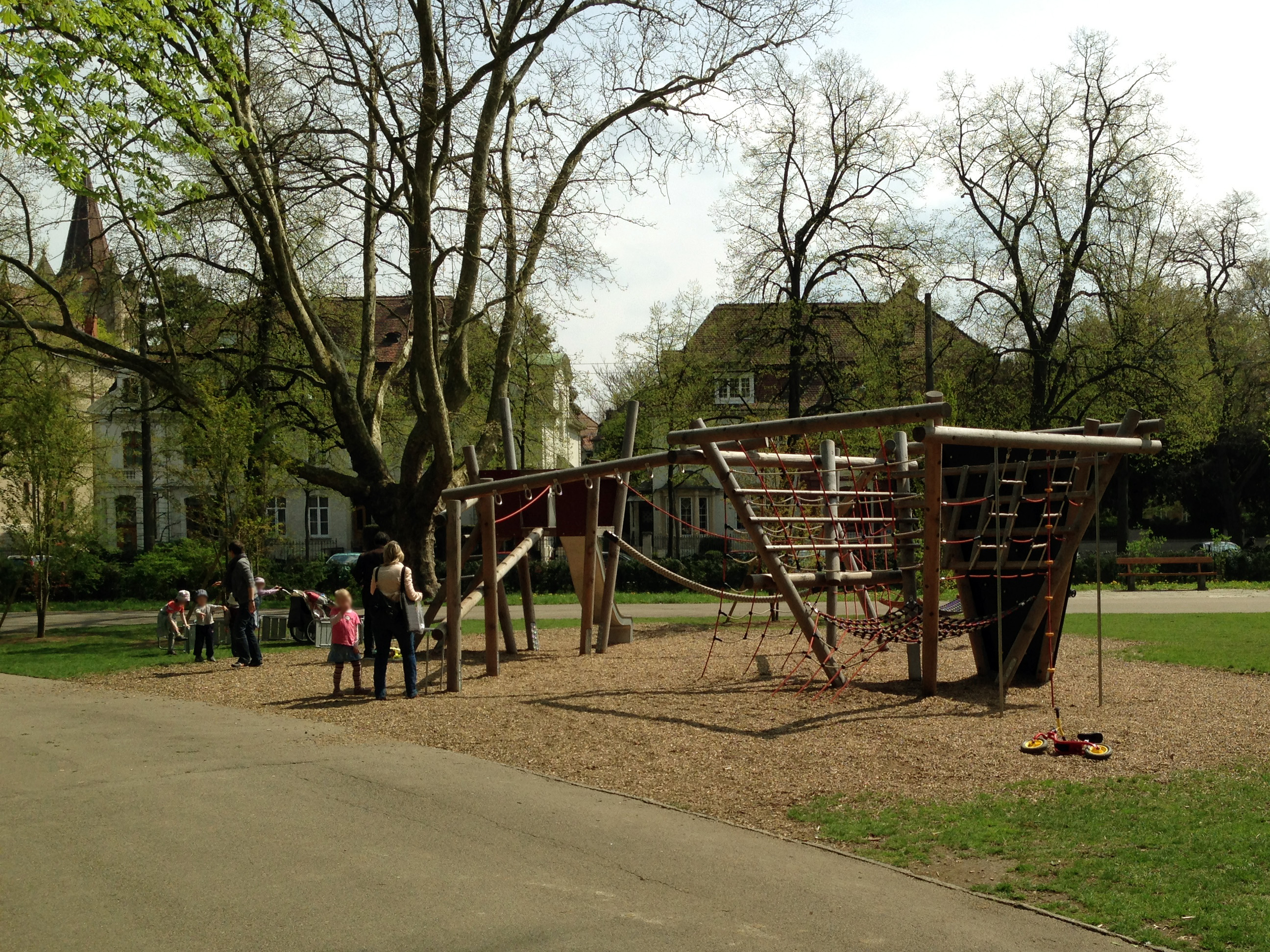
Grenze zum Schützenmattpark
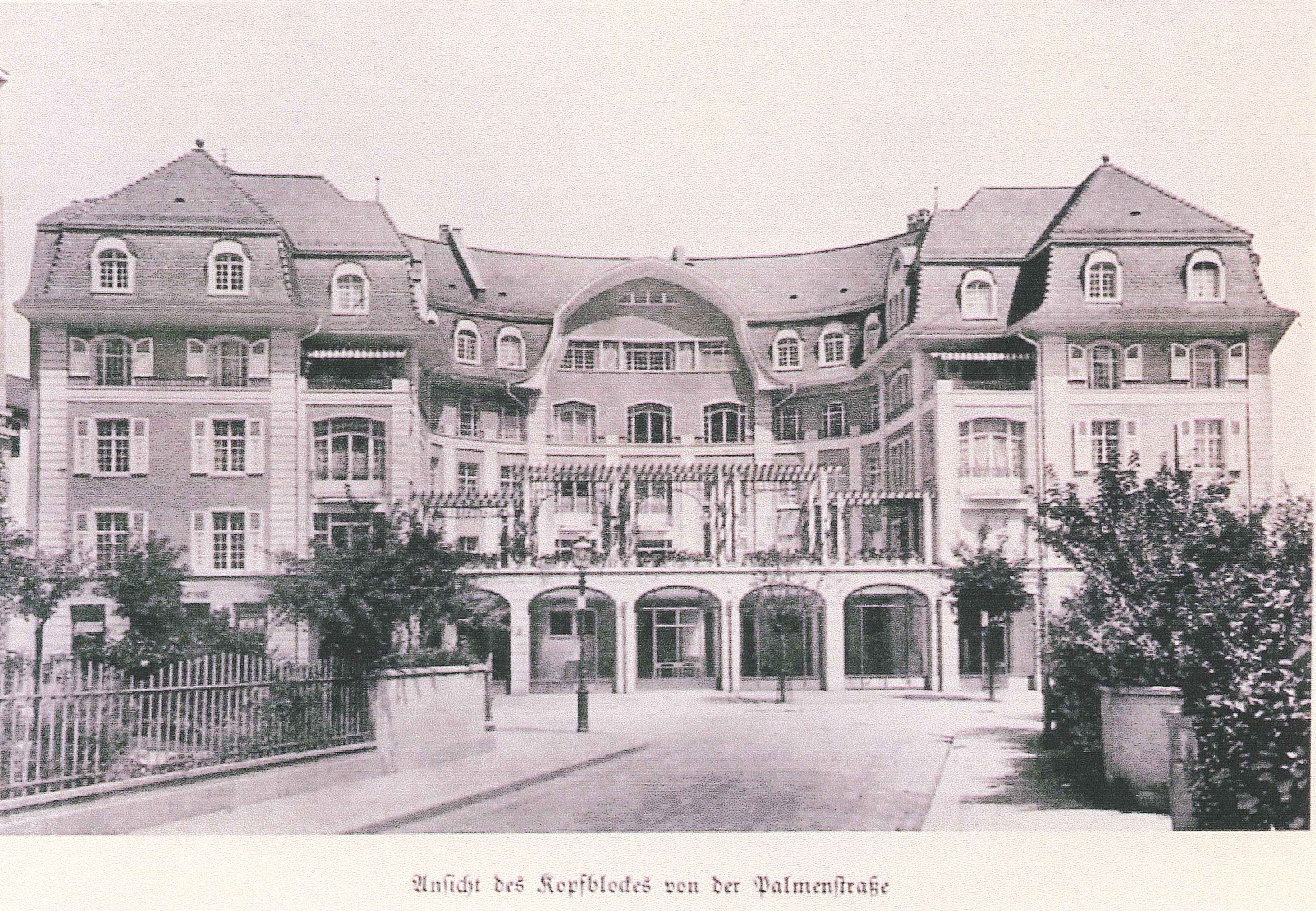
Historische Ansicht der Ahornstrasse